# 1. slovenská národní fotbalová liga 1992/1993
V soubojích 24. ročníku 1. slovenské národní fotbalové ligy 1992/93 se utkalo 16 týmů dvoukolovým systémem podzim - jaro. Nováčky soutěže se staly týmy FK Dukla Banská Bystrica (sestupující z 1. ligy), FC Vráble a Slavoj Poľnohospodár Trebišov (vítězové skupin 2. SNL). Vítězem ročníku se stal tým 1. FC Košice, který s dalšími pěti týmy postoupil do nově založené Mars superligy. O patro níž sestoupil tým SH Senica.

## Konečná tabulka
Zdroj: 
| Poř. | Tým                           | Z  | V  | R  | P  | VG | OG | B  |
| ---- | ----------------------------- | -- | -- | -- | -- | -- | -- | -- |
| 1.   | 1. FC Košice                  | 30 | 19 | 6  | 5  | 60 | 24 | 44 |
| 2.   | FK Dukla Banská Bystrica      | 30 | 17 | 7  | 6  | 35 | 14 | 41 |
| 3.   | ŠK Žilina                     | 30 | 17 | 7  | 6  | 59 | 27 | 40 |
| 4.   | Baník Prievidza               | 30 | 14 | 8  | 8  | 37 | 26 | 36 |
| 5.   | Chemlon Humenné               | 30 | 15 | 5  | 10 | 46 | 26 | 35 |
| 6.   | Lokomotíva Košice             | 30 | 13 | 8  | 9  | 39 | 33 | 34 |
| 7.   | STK Senec                     | 30 | 13 | 6  | 11 | 33 | 29 | 32 |
| 8.   | Slovan Duslo Šaľa             | 30 | 12 | 3  | 15 | 32 | 35 | 27 |
| 9.   | FC Vráble                     | 30 | 12 | 3  | 15 | 37 | 45 | 27 |
| 10.  | 1. FC Petržalka               | 30 | 7  | 12 | 11 | 28 | 41 | 26 |
| 11.  | Slavoj Poľnohospodár Trebišov | 30 | 8  | 9  | 13 | 31 | 45 | 25 |
| 12.  | Slovan Levice                 | 30 | 10 | 4  | 16 | 37 | 44 | 24 |
| 13.  | ŠKP Bratislava                | 30 | 8  | 7  | 15 | 30 | 47 | 23 |
| 14.  | TJ VSŽ Košice                 | 30 | 8  | 6  | 16 | 31 | 47 | 22 |
| 15.  | Magnezit Jelšava              | 30 | 8  | 6  | 16 | 25 | 54 | 22 |
| 16.  | SH Senica                     | 30 | 7  | 8  | 15 | 24 | 47 | 22 |

Poznámky
- Tým TJ VSŽ Košice byl pro tuhle sezónu zapsán jako farma klubu 1. FC Košice, protože jeden tým nesměl mít v jedné soutěži dvě družstva. Následující sezónu byl klub zapsán do soutěže již pod názvem 1. FC Košice „B“
- Z = Odehrané zápasy; V = Vítězství; R = Remízy; P = Prohry; VG = Vstřelené góly; OG = Obdržené góly; B = Body

|  | postup do Mars superligy 1993/94                |
|  | zařazení do 2. slovenské fotbalové ligy 1993/94 |
|  | sestup do 3. slovenské fotbalové ligy 1993/94   |